# نیم‌برج برآمده

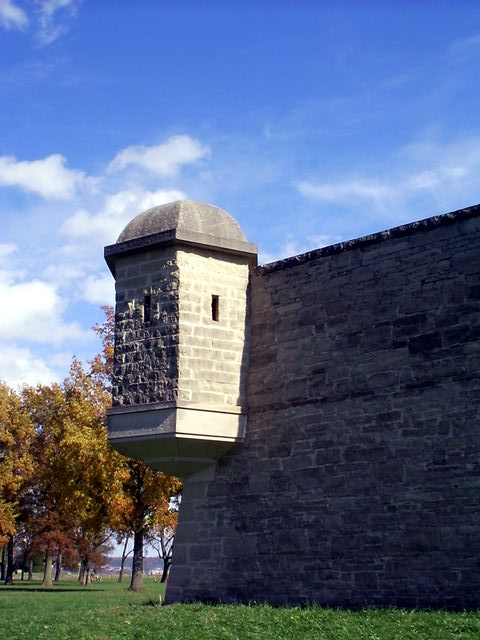
نمایی از یک نیم‌برج برآمده بر روی بارو

نیم‌برج برآمده (به انگلیسی: Bartizan) یک نیم‌برج نشسته و بسته شده بر کمر باروی قلعه یا بالای قلعه اربابی است که به ویژه در معماری آثار دوران قرون وسطی و اوایل دوران مدرن و به‌طور کلی از اوایل قرن ۱۴ تا ۱۸ میلادی رواج بسیار داشته‌است. گاهی از آن به عنوان برج نگهبانی هم استفاده می‌گردیده. نیم برج‌ها اغلب در گوشه و کنارهٔ استحکامات دیده می‌شدند. نیم‌برج‌ها به منزله فضای نگهبانی دیده‌بان‌ها برای پایش محیط پیرامون کارایی بسیار داشت.

## نگارخانه

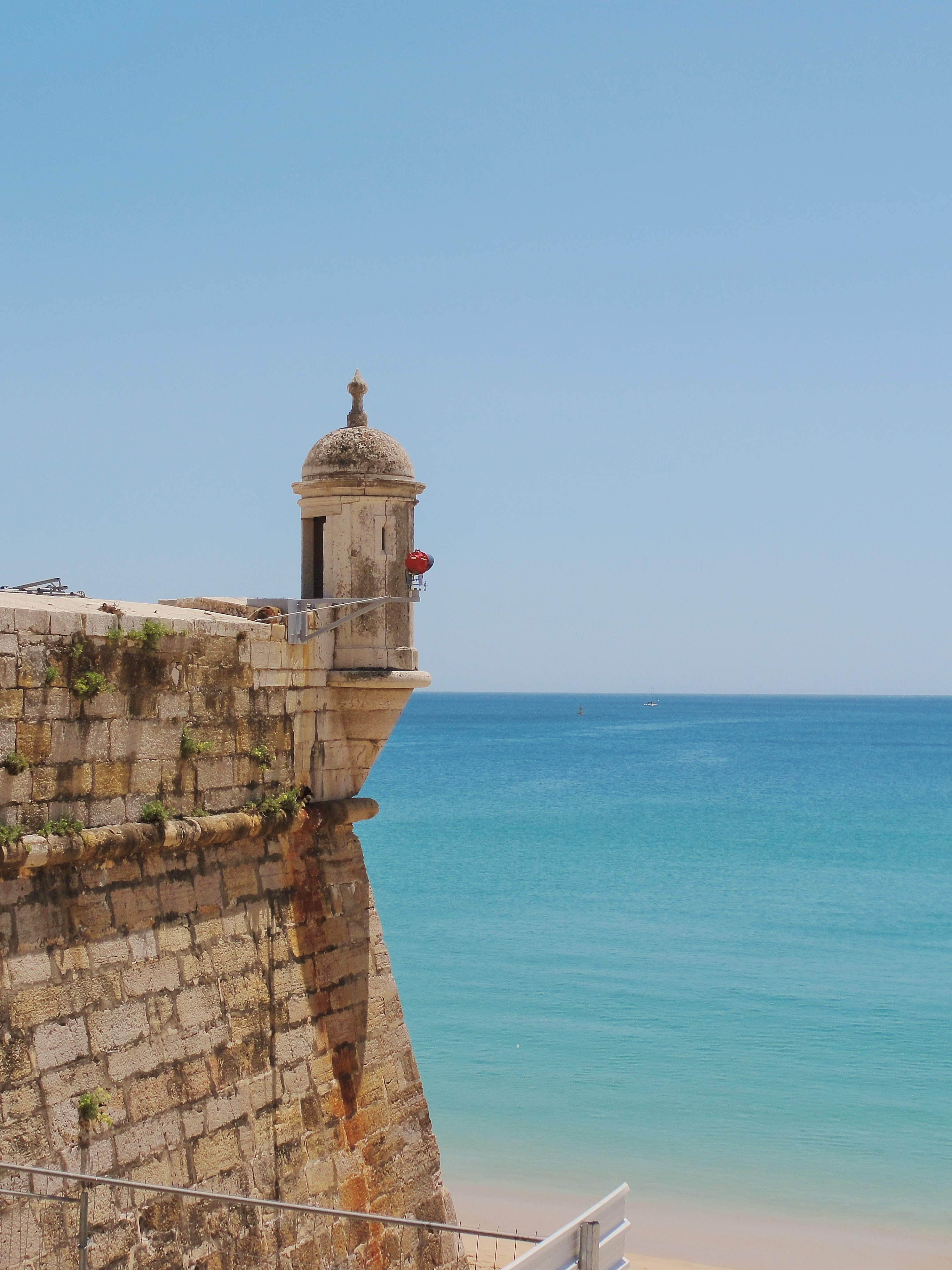
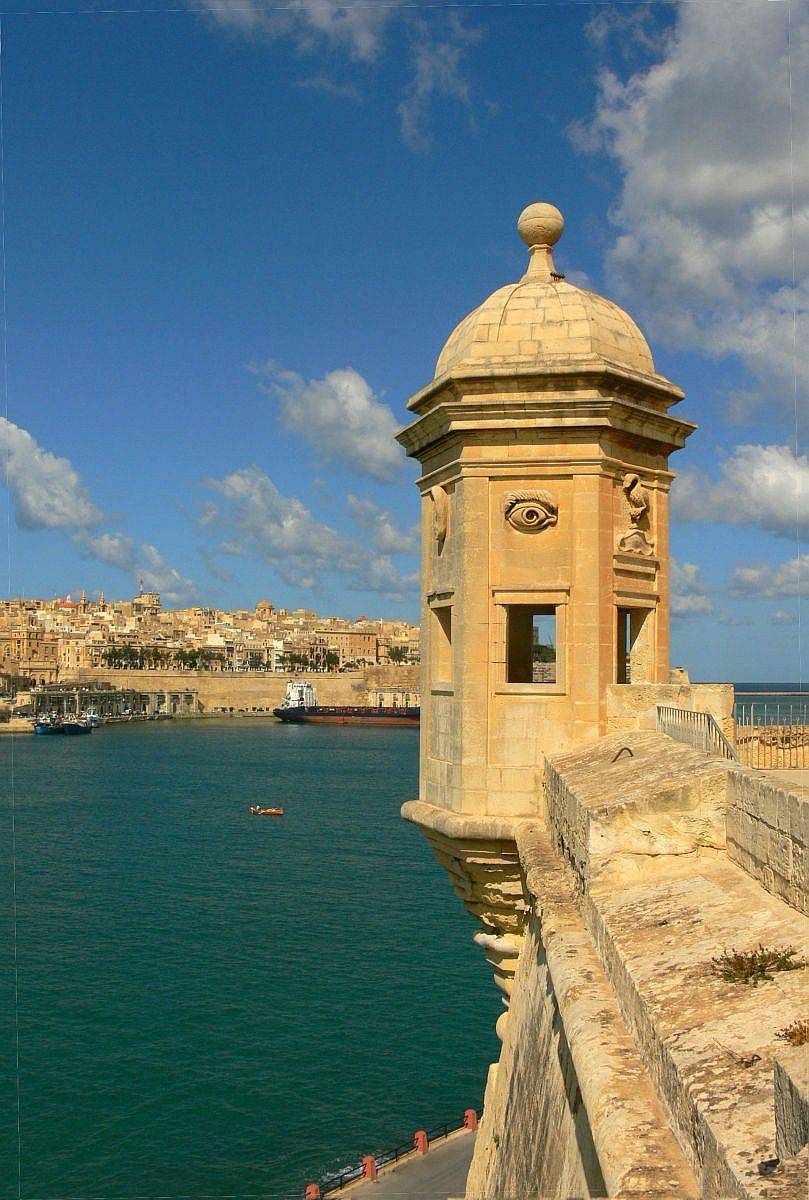
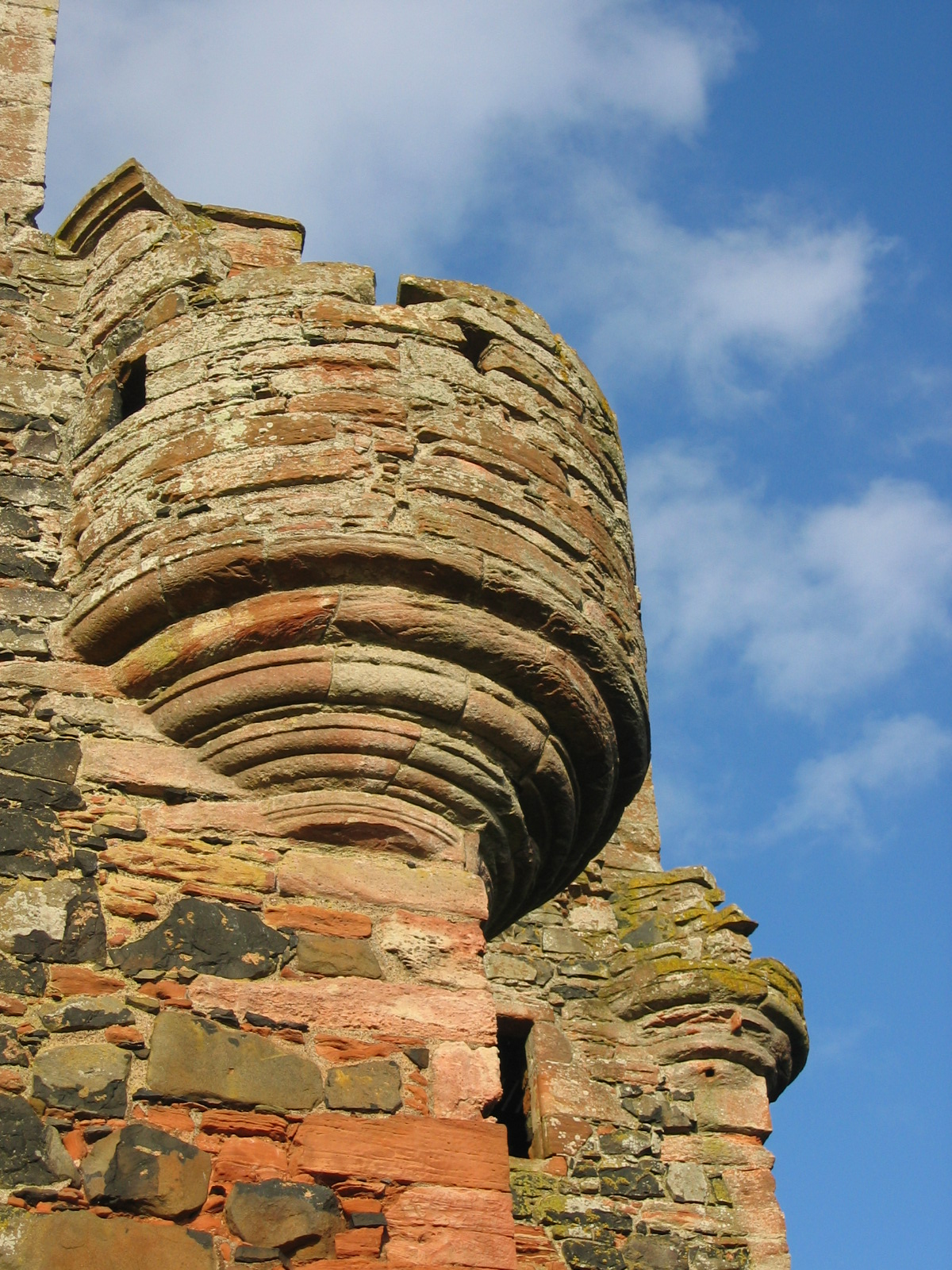
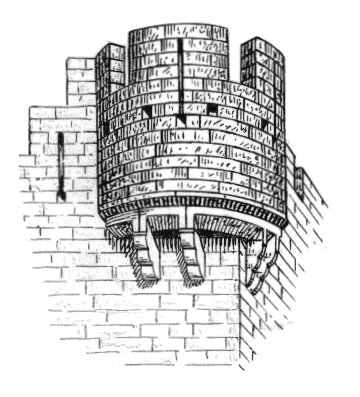
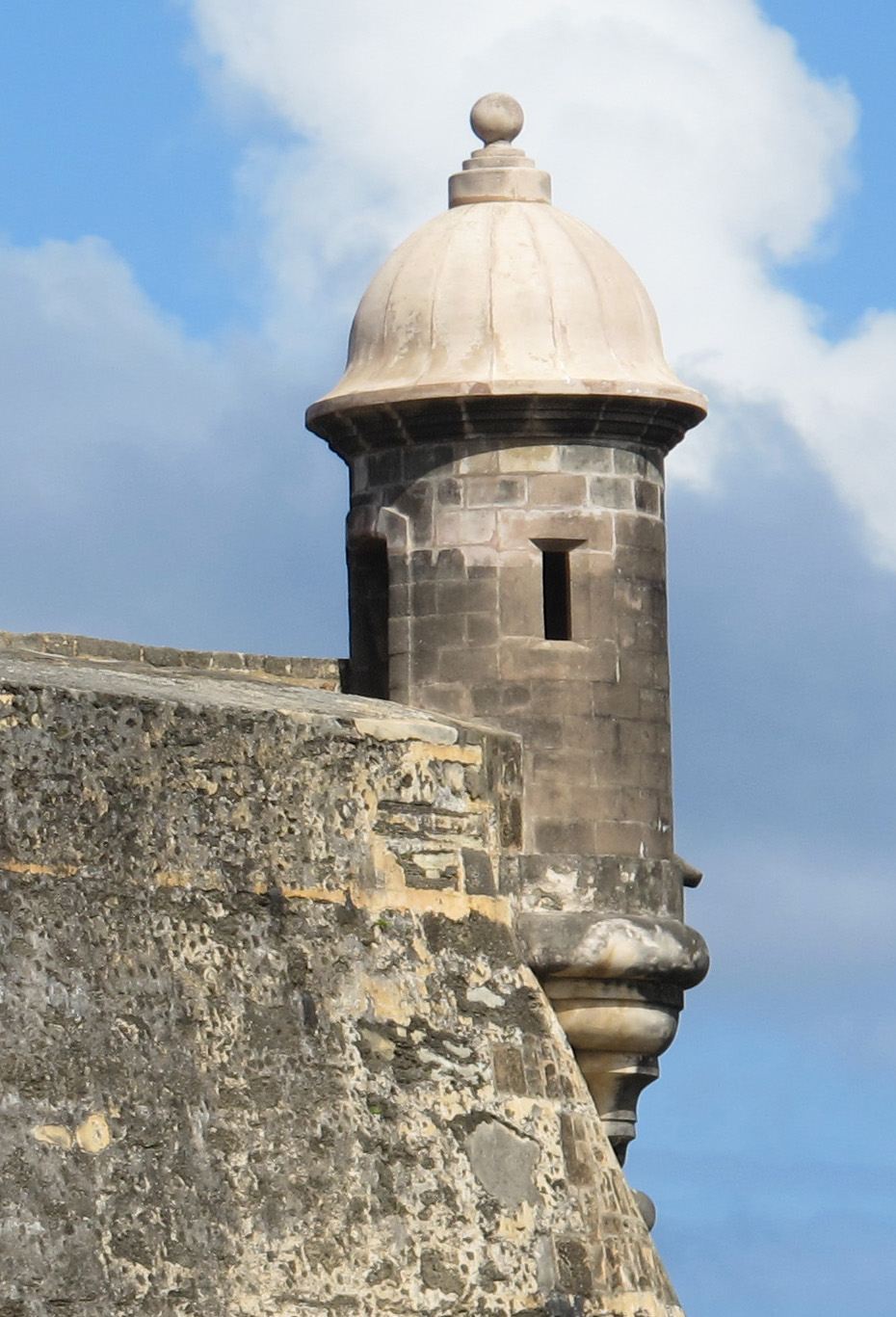
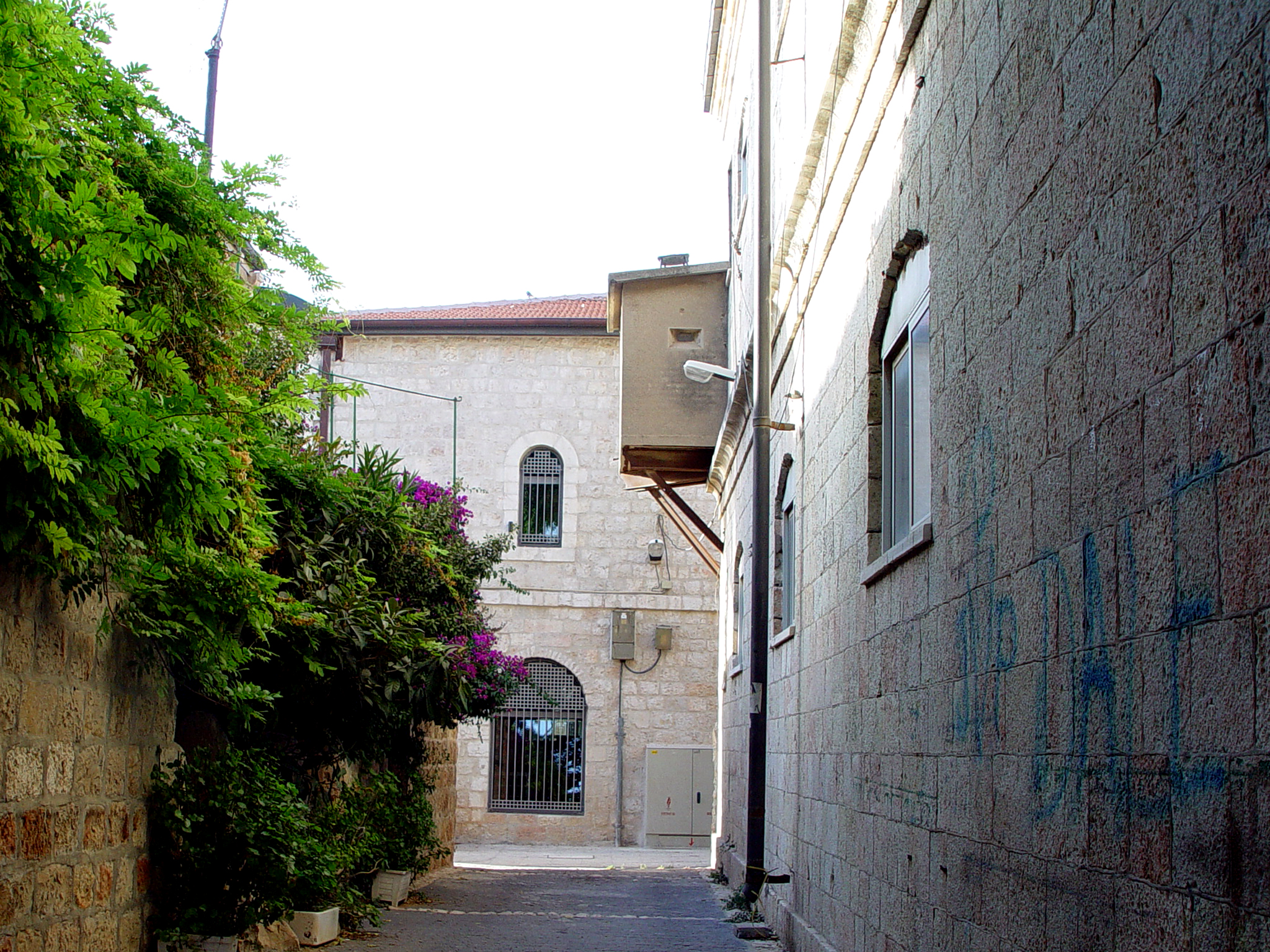